# Conrad Ansorge

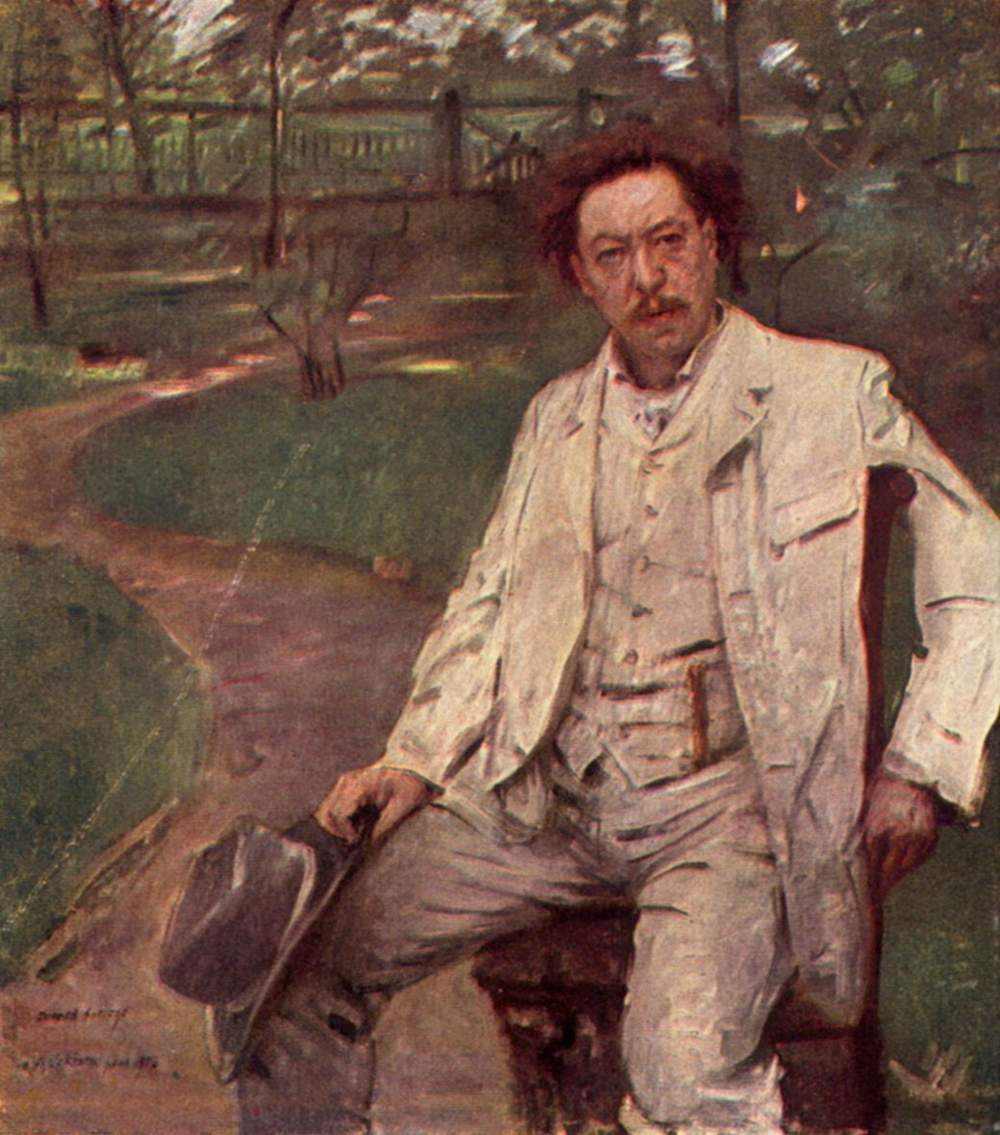
Porträtt av Conrad Ansorge, målat av Lovis Corinth, 1903

Conrad Ansorge, född den 15 oktober 1862 i Buchwald vid Liebau in Schlesien, död den 13 februari 1930 i Berlin, var en tysk pianist och tonsättare.

## Biografi
Ansorge, som var elev till Liszt, bosatte sig, efter längre konsertresor i USA, i Weimar 1893 och flyttade därefter 1895 till Berlin, där han 1898 blev lärare vid Scharwenkas konservatorium. 1920 blev han lärare vid Tyska musikaliska akademien i Prag. Han räknades till sin samtids mer framstående pianister och dess modernaste kompositörer av musik för sång och piano.